# 越前海岸

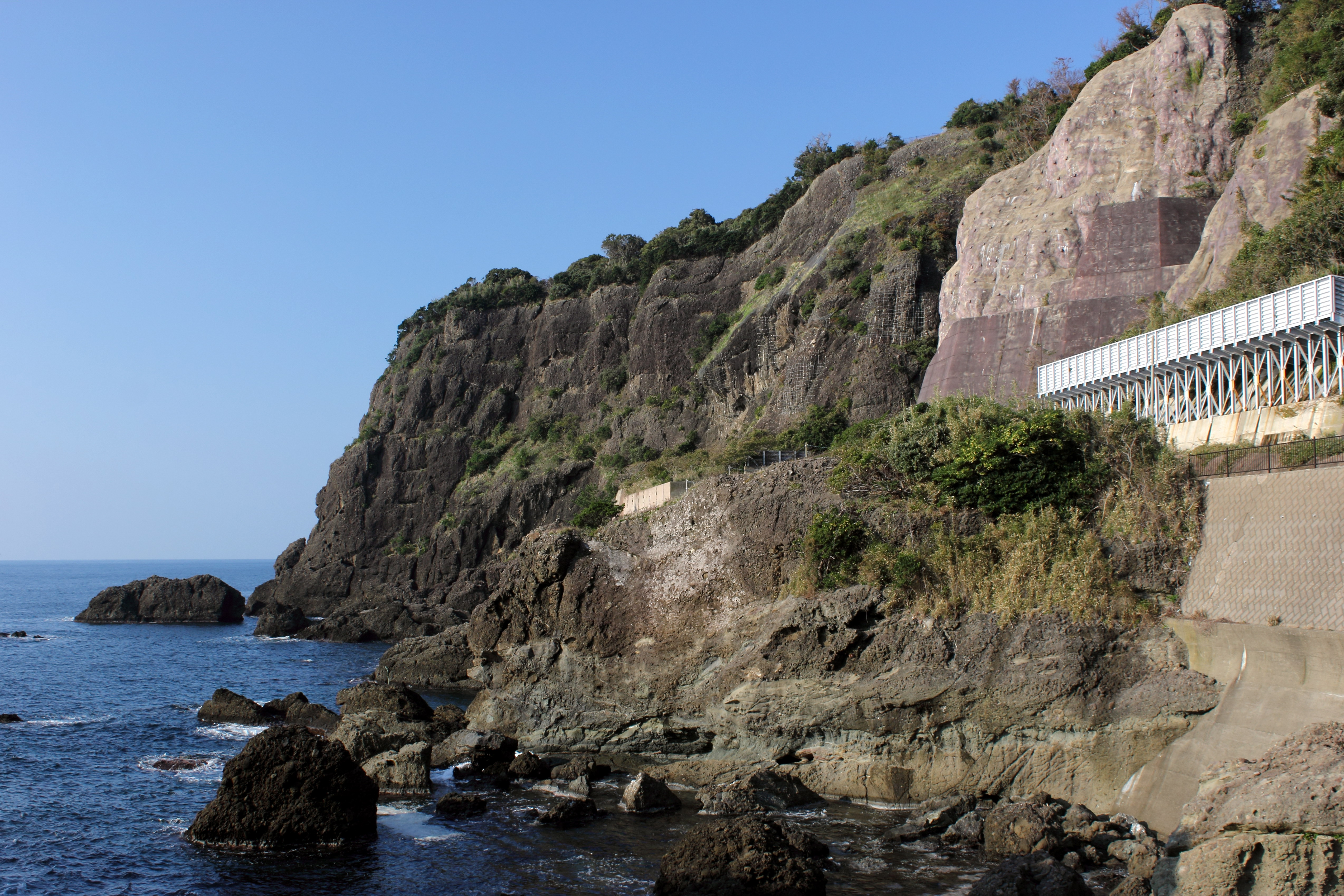
越前岬

越前海岸（えちぜんかいがん）は、福井県における日本海に面する海岸の総称。越前加賀海岸国定公園に指定されている。

## 範囲
越前海岸の範囲に厳密な定義はない。敦賀市杉津（すいづ）から越前岬を経て、坂井市三国町安島の東尋坊に至る海岸を指すことが多い。狭義には越前岬付近の海岸のみを指す。

## 地理
越前岬を中心として、「く」の字形で日本海へ突き出ている。北端部に九頭竜川が流れ込む。九頭竜川の河口部分のみは平坦だが、その他の部分は急峻な海岸段丘や海食崖が続き、陸路は永年交通の難所だった。

### 沿岸の自治体
- 坂井市
- 福井市
- 丹生郡越前町
- 南条郡南越前町
- 敦賀市

## 観光
越前岬を中心とする越前海岸中部では水仙が自生し、12月から翌年3月にかけて咲き乱れる。越前町血ヶ平には越前岬水仙ランドがある。2021年（令和3年）には「越前海岸の水仙畑 下岬の文化的景観」（福井市）、「越前海岸の水仙畑 上岬の文化的景観」（丹生郡越前町）、「越前海岸の水仙畑 糠の文化的景観」（南条郡南越前町）が重要文化的景観に選定された。
冬季には越前ガニを目当てとする観光客も多く、越前町厨には越前がにミュージアムがある。

### 観光地
- 越前岬 - 丹生郡越前町血ヶ平。
- 東尋坊 - 坂井市三国町。
- 越前岬水仙ランド - 丹生郡越前町血ヶ平。
- 越前水仙の里公園 - 福井市居倉町。
- 越前がにミュージアム - 丹生郡越前町厨。

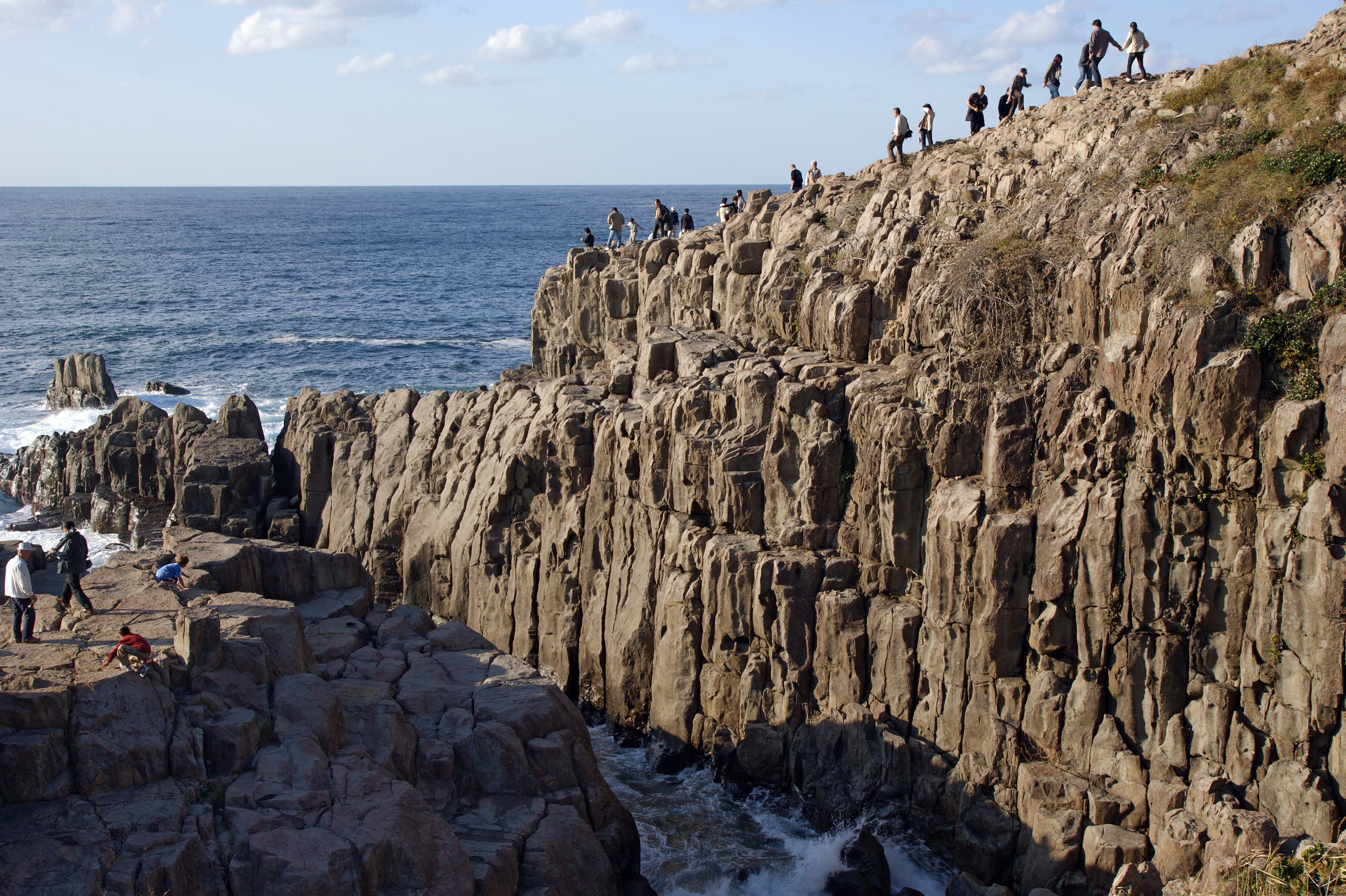
東尋坊の屏風岩
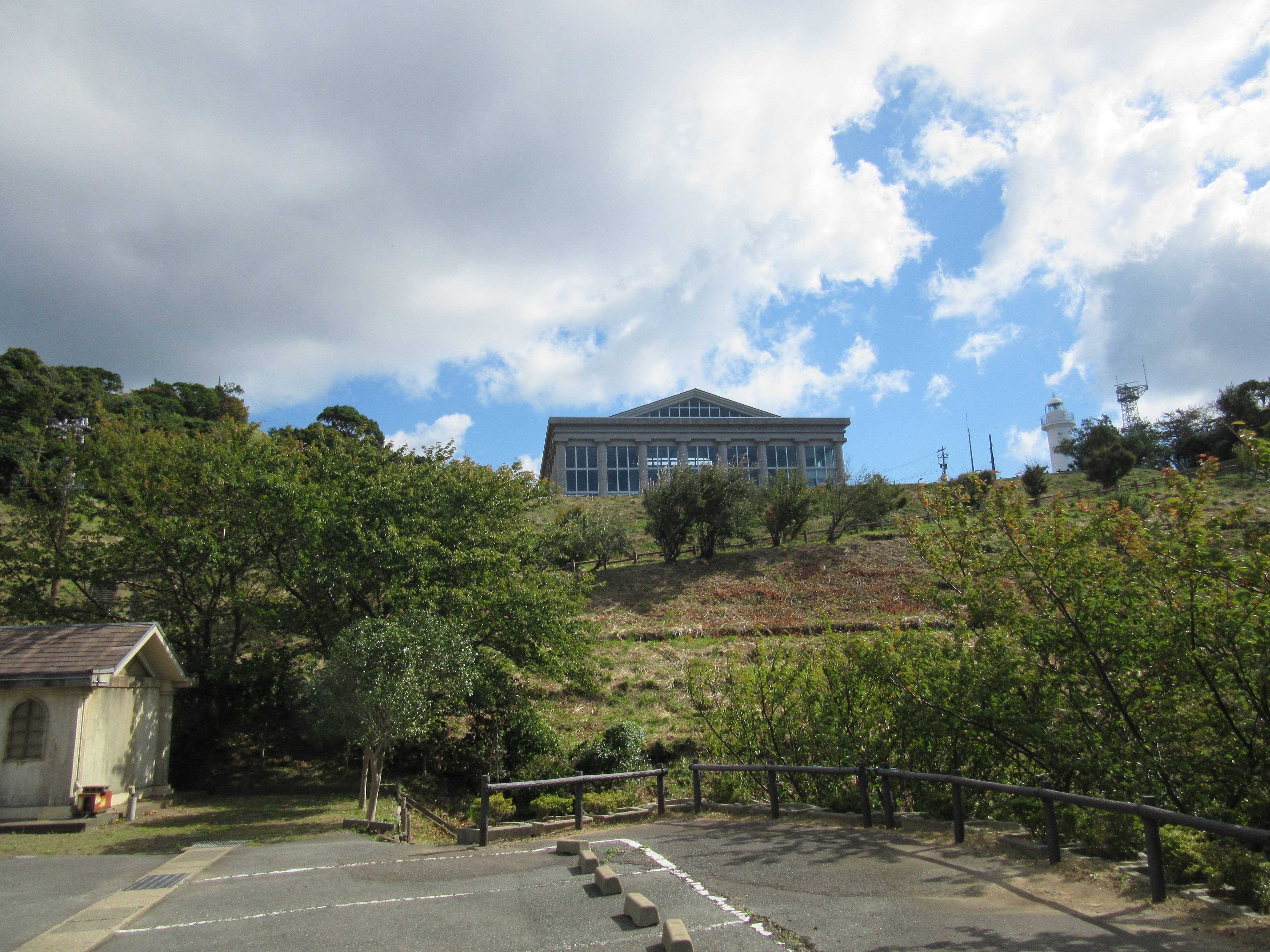
越前岬水仙ランド
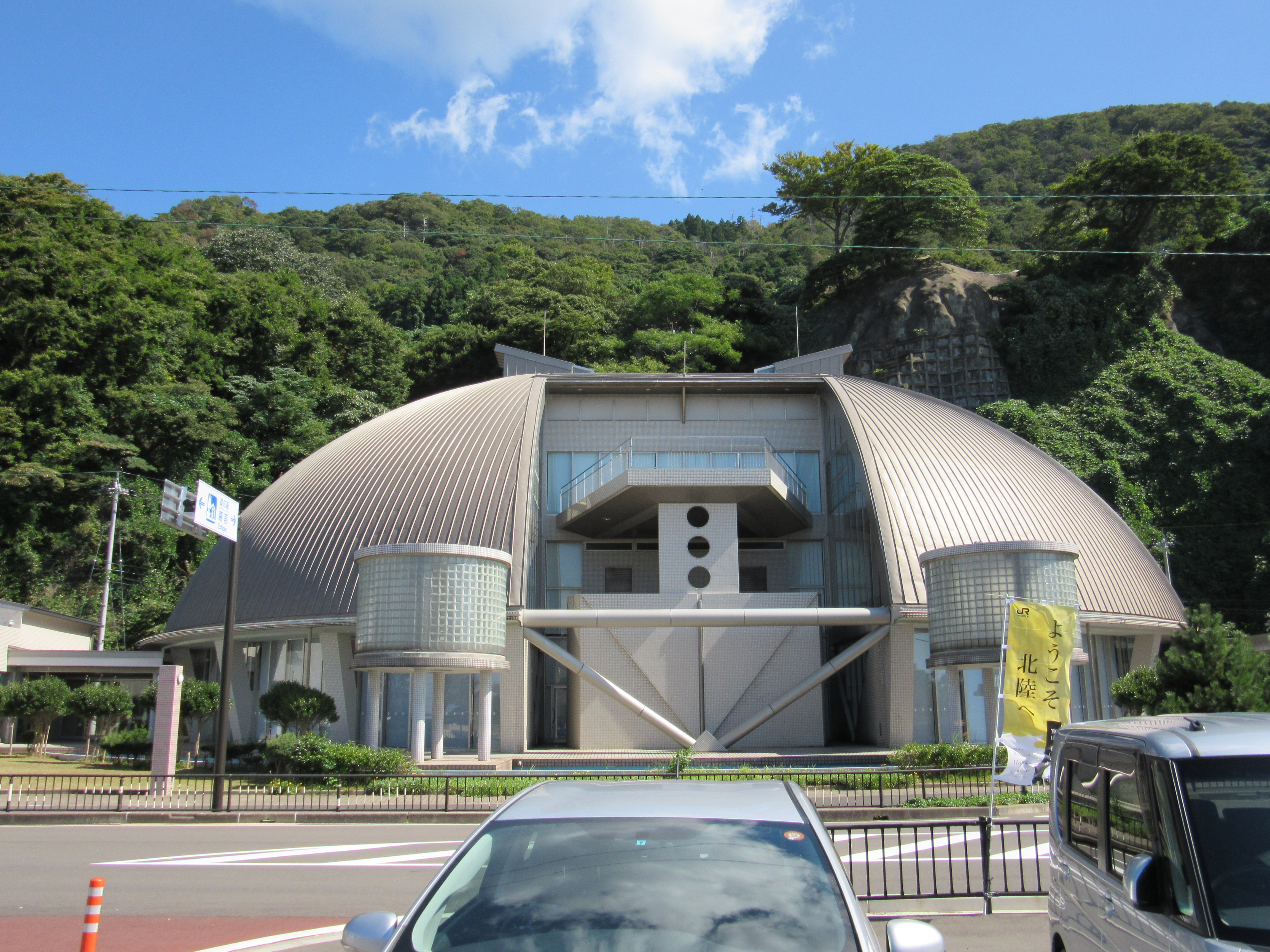
越前がにミュージアム
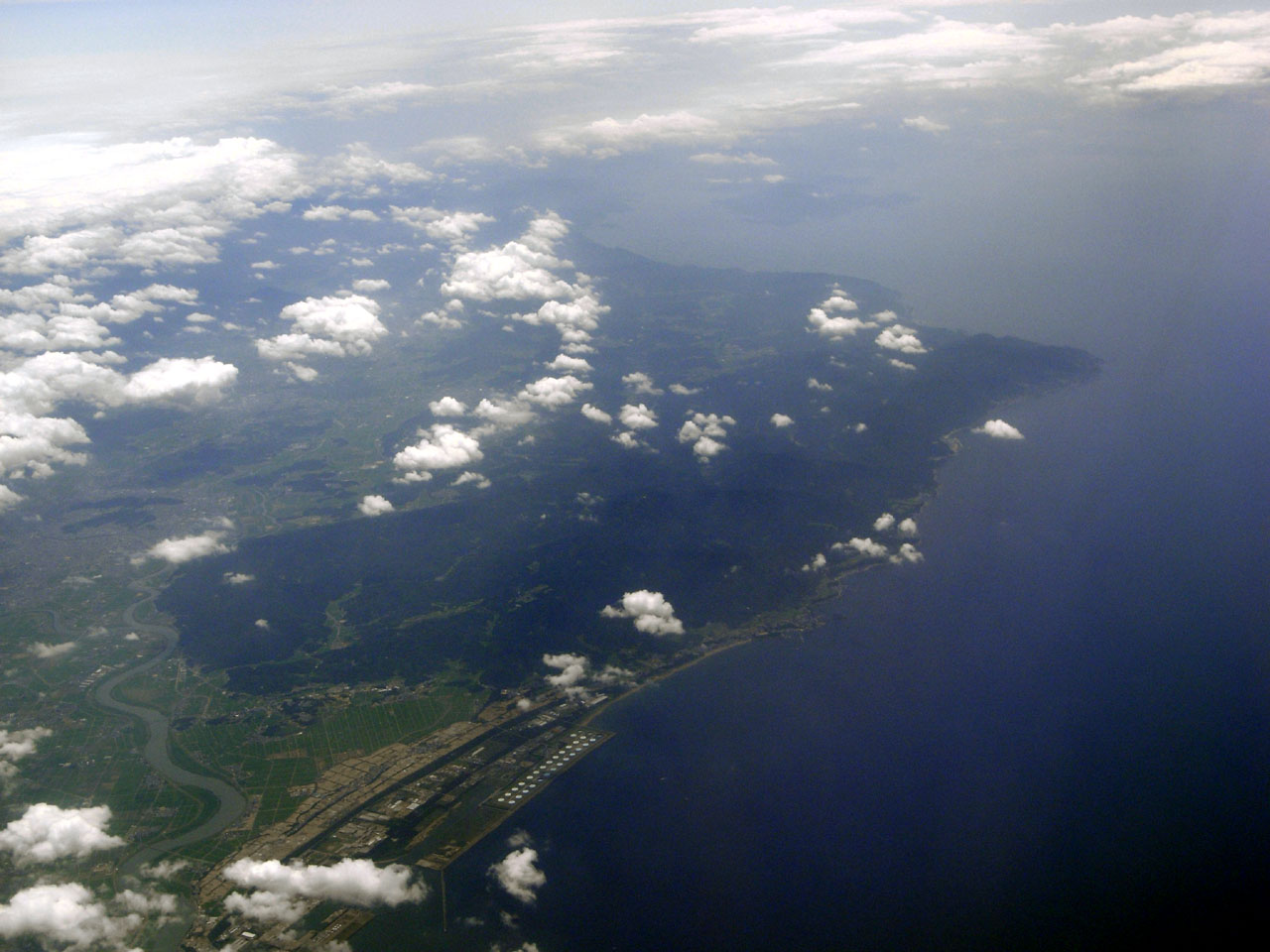
九頭竜川河口部と越前海岸

## 交通
かつて北陸本線は敦賀市杉津の山手を急坂で抜けており、特に蒸気機関車にとって有数の難所だった。1962年（昭和37年）に北陸トンネルが開通し、北陸本線は越前海岸を走らなくなった。
現在の公共交通機関としては海岸部を直通するものはなく、鉄道路線は坂井市のえちぜん鉄道三国芦原線 三国港駅が九頭竜川河口部にあるのみ。その隣駅の三国駅と福井市沿岸（鷹巣港以北）の間で京福バスの路線（海岸線）があるほかは各市町別であり、ハピラインふくい線の駅（芦原温泉駅（あわら市から坂井市方面）、福井駅（福井市及び越前町の越前岬以北）、北鯖江駅（鯖江市から越前町方面）、武生駅（越前市から越前町方面、王子保駅経由の南越前町方面）、並びに敦賀駅（敦賀市）からの路線バス・コミュニティバス・乗合タクシーの利用となる（福井市・越前町の一部沿岸へは途中乗り継ぎの場合あり）。
越前町から敦賀市にかけての市町境部にそれぞれ数 kmの公共交通の運行がない区間があるが、例年12月 - 翌年2月は敦賀駅から南越前町・越前町方面へ宿泊・飲食施設利用者向けの予約制有償バスを沿線の観光協会により運行しており、分断区間を通過することができる。